# Liancalus lobatus
Liancalus lobatus är en tvåvingeart som beskrevs av Octave Parent 1932. Liancalus lobatus ingår i släktet Liancalus och familjen styltflugor. Inga underarter finns listade i Catalogue of Life.